# Liza Brönner
Liza Bronner (Liza Bronner) là một Afrikaans ca sĩ và nhạc sĩ. Album đầu tay của cô, Onderstebo được phát hành vào ngày 21 tháng 9 năm 2009 bởi EMI. Album này đã được đóng gói lại vào ngày 29 tháng 3 năm 2010 với bốn bài hát mới là Asemloos và cũng được phát hành bởi EMI. Album thứ ba của cô, Vir eers là dit net ek... được phát hành vào ngày 1 tháng 9 năm 2011 bởi HIT Records. Vào tháng 5 năm 2013, Liza đã giành chiến thắng trong chương trình thực tế tìm kiếm một diễn viên thay thế cho sản xuất sân khấu (nhạc kịch) Liefling. Cô đóng vai chính trong vai Bobby van Jaarsveld đóng vai Jan trong vở nhạc kịch.
Sau gần hai năm biểu diễn và làm việc quảng cáo với CD trước đó của cô "Vir eers is dit net ek", 2Brothers Entertainment rất vui mừng kể cho mọi người về CD mới của Liza Bronner "Jy het my gevind". "Jy het gevind" không chỉ là tựa đề cho CD mới của cô, mà còn có ý nghĩa rất lớn với Liza... Đó là một khởi đầu mới, một kỷ nguyên mới trong sự nghiệp của cô.
Tháng 12 năm 2014 - tác phẩm trình diễn nhà hát "Liefling" tại Teatro, Montecasino. Vở nhạc kịch "Tiếng Nam Phi" đầu tiên tại Teatro. Liza đang đóng vai trò "Liefling" một lần nữa đối diện với Bobby van Jaarsveld.

## Từ thiện
Liza đã tham gia làm từ thiện với Tổ chức từ thiện và trao quyền Hanna, nơi nhiệm vụ của họ là bắt tay với những người nghèo và bị thiệt thòi ở Nam Phi. Tổ chức này cung cấp sự chú ý cá nhân và lợi ích trực tiếp cho trẻ em, thanh thiếu niên, người già và gia đình của họ để họ có thể sống với nhân phẩm, đạt được tiềm năng mong muốn và tham gia đầy đủ vào xã hội.